# 取向力
极性分子相互靠近时，因分子的固有偶极之间同极相斥异极相吸，使分子在空间按一定取向排列，使体系处于更稳定状态。这种固有的偶极间的作用力称为取向力，又称作偶极－偶极作用力（Dipole-dipole interactions，或簡稱偶極－偶極力）。其实质是静电力。